# Proconsul (primată)
Proconsul este un primată preistorică care a trăit în Miocen perioada 18 000 000 -15 000 000 î. Hr. și este strămoșul comun al maimuțelor, punctul din care a început evoluția speciei umane.

## Specie
- Proconsul africanus
- Proconsul heseloni
- Proconsul major
- Proconsul nyanzae